# NGC 6040
NGC 6040 és una galàxia espiral situada a uns 550 milions d'anys llum de distància a la constel·lació d'Hèrcules. NGC 6040 va ser descoberta per l'astrònom Édouard Stephan el 27 de juny de 1870. NGC 6040 està interaccionant amb la galàxia lenticular PGC 56942. Arran d'aquesta interacció, el braç espiral sud de NGC 6040 s'ha deformat en direcció a PGC 56942. NGC 6040 i PGC 56942 són ambdós membres del cúmul d'Hèrcules.

## Esgotament de l'hidrogen neutre
NGC 6040 i PGC 56942 han exhaurit ambdues el seu contingut d'hidrogen neutre.
Aquest esgotament pot haver-se produït perquè ambdues galàxies van caure al cúmul d'Hèrcules i van interactuar amb el medi intracumular (ICM) circumdant. Aquesta interacció hauria provocat la despulla a pressió i, efectivament, hauria tret el gas a les dues galàxies